# Davični toksin
Davični toksin (tudi difterijski toksin ali difterotoksin, DT) je eksotoksin, ki ga izloča bakterija vrste Corynebacterium diphtheriae. Gen za toksin nosijo samo tisti sevi bakterije, ki imajo v genomu vgrajeno bakteriofagno DNK. Toksin se širi po krvi in okvarja sintezo beljakovin v celicah različnih tkiv in organov. Smrtonosna doza za človeka znaša okoli 0,1 μg na kg telesne teže. Večje količine toksina lahko povzročijo smrtonosno nekrozo srca in jeter.
Toksin je leta 1890 odkril Emil Adolf von Behring.

## Zgradba in mehanizem delovanja
Davični toksin je po kemijski zgradbi enojni polipeptid, zgrajen iz 535 aminokislin. Spada v skupino toksinov A-B, kar torej pomeni, da je sestavljen iz dveh podenot, in sicer iz podenote A in B, ki sta povezani z disulfidno vezjo (S-S). 
Podenota B omogoča vezavo z receptorsko beljakovino na tarčni celici. Po vezavi membranske proteaze razcepijo toksin v podenoti, ki sta še vedno povezani z disulfidno vezjo. Kompleks receptor-toksin vstopi v celico preko endocitoze. Po znižanju pH vrednosti v endocitotskem mešičku na okoli 5 se konformacija obeh podenot spremeni tako, da se izpostavljeni deli molekule s hidrofobnimi deli vrine v membrano mešička, tako da del z disulfidno vezjo štrli v citoplazmo. Pod vplivom glutationa se vez reducira, podenota A pa se sprosti v citoplazmo.
Podenota A je tako kot pri večini toksinov A-B ADP-riboziltransferaza, ki deluje na elongacijski faktor 2 (EF-2), ki je pomemben za premikanje sporočilne RNK. Zaradi delovanja toksina se podaljševanje polipeptidne verige ustavi, s tem pa je prizadeta sinteza beljakovin. Prizadete celice, kot so srčnomišične, živčne in ledvične celice, odmrejo, s tem pa je prizadeto delovanje organov.
Glede na mehanizem delovanja je davičnemu toksinu podoben eksotoksin A, ki ga izloča Pseudomonas aeruginosa.